# アティア・バルバ・カエソニア

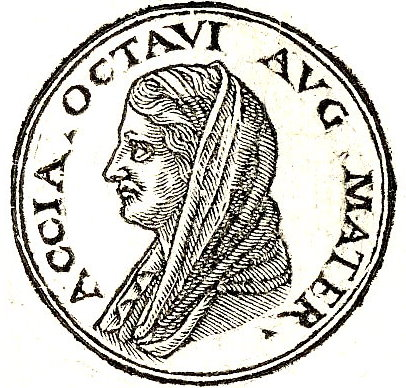
アティア・バルバ・カエソニア（"Promptuarii Iconum Insigniorum"より）

アティア・バルバ・カエソニア（ラテン語: Atia Balba Caesonia, 紀元前85年 – 紀元前43年）は、共和政ローマ末期の人物。初代ローマ皇帝アウグストゥス（オクタウィアヌス）の母として知られる。父はマルクス・アティウス・バルブス、母はユリウス氏族カエサル家の出身。ガイウス・ユリウス・カエサルの姪にあたる。

## 概説
マケドニア属州総督で、元老院議員であるガイウス・オクタウィウスと結婚する。この結婚で小オクタウィアとガイウス・オクタウィウス・トゥリヌスを生む。しかし夫が執政官に立候補途中に死去、そして彼女はカエサル支持者であったルキウス・マルキウス・ピリップスと再婚する。再婚した夫は連れ子であった子供を可愛がり、義理の娘であるオクタウィアの結婚の取り決めを行い、小マルケッルスと結婚させた。
タキトゥスによると、彼女はとても信心深く、思慮に富んだ女性であったとの事である。またスエトニウスによるとオクタウィアヌスを生んだときに神がかり的な予兆を体験したと言う。
またカエサルが暗殺され、その後継者に息子オクタウィアヌスが指名されると、あまりの重責を恐れ夫ピリップスとともに息子にカエサルの後継者となる事を辞退するように説得したと言う。彼女は紀元前43年、息子が一回目の執政官に就任している際に死去、オクタウィアヌスは母親の葬儀をとても丁重に執り行ったと言われる。

## フィクションにおけるアティア
HBO製作のドラマ『ROME［ローマ］』におけるアティアは、後世の歴史家による伝記に書かれているのとは異なり、非常に独占的、野心的な女性として描かれている。彼女は子供たちを保護しつつ、政治を任されない女性の身ながらカエサルに取り入って、息子の栄達を達成しようとする。また彼女は性的にも放埓であり、身分の低いユダヤ人を愛人として配下にしている他に、マルクス・アントニウスと愛人関係にもある。また、嫌がる娘小オクタウィアを夫から離婚させてポンペイウスの後妻にさせようと夜伽させたり、カエサルの愛人セルウィリアと表面では友好を装いながらも陰で熾烈な対立をする。